# 小行星5559
小行星5559（英語：5559）是一颗围绕太阳公转的小行星。1990年6月27日，埃莉諾·赫琳在帕洛马山发现了此天体。
这颗小行星的绝对星等为177.42303等。